# Гуськов, Виктор Александрович
Ви́ктор Алекса́ндрович Гусько́в (род. 1 июля 1941 года, село Оргал, Верхнебуреинский район, Амурская область, Хабаровский край, РСФСР, СССР) — советский и российский горный инженер, предприниматель, генеральный директор производственного объединения «Красноярскуголь» Красноярского края (1982—1996), председатель Совета директоров ОАО «Красноярская угольная компания» (1999—2003).
Герой Социалистического Труда (1991), кандидат экономических наук.

## Биография
Виктор Гуськов родился в селе Оргал Верхнебуреинский района, Амурской области Хабаровского края (ныне село Оргал Верхнебуреинский район, Хабаровский край, Российская Федерация). По национальности —русский. Свою трудовую деятельность он начал в 1957 году, устроившись рабочим стройучастка на разрезе «Назаровский».
В 1964 году окончил Кемеровский горный институт, получив специальность «горный инженер». После окончания института стал работать на руководящих постах различных угольных разрезов. С 1964 по 1968 год трудился начальников участка угольного разреза «Назаровский», а затем – заместителем главного инженера на разрезе «Черногорский». С 1968 по 1971 год – на должности главного инженера, а с 1971 по 1978 год – директора угольного разреза «Изыхский» в Хакасской автономной области. С 1978 по 1982 год, работал директором по капитальному строительству производственного объединения «Красноярскуголь» Красноярского края.
В 1982 году Виктор Гуськов окончил Академию народного хозяйства при Совете Министров СССР, после чего был назначен генеральным директором производственного объединения «Красноярскуголь» Красноярского края, расположенного в Красноярске. Руководил данным производственным объединением до 1996 года, под его руководством шло успешное развитие предприятия – разрабатывались новые месторождения, неуклонно росла добыча угля, были построены крупные добывающие мощности. Так, в Березовке, практически на пустом месте был построен крупнейший разрез, который в лучшие годы давал в год до 22 миллионов тонн угля и позволял поддерживать работу крупнейшей Березовской ГРЭС. Также, под руководством Гуськова была внедрена новая безвзрывная тонкослоевая технология добычных работ на карьерах цементной промышленности.
20 декабря 1991 года, указом Президента СССР Михаила Горбачёва ему было присвоено звание Героя Социалистического Труда с вручением ордена Ленина и золотой медали «Серп и Молот», за большой личный вклад в увеличение добычи угля, внедрение новой техники и передовой технологии, успешное решение социальных вопросов. Это был предпоследний официальный указ о присвоении звания Героя Социалистического Труда в истории Советского Союза, а свою заслуженную награды Виктор Гуськов получил только в мае 1992 года из рук председателя Красноярского крайисполкома Валерия Сергиенко.
В 1996 году Виктор Гуськов был назначен заместителем генерального директора компании «Росуголь», а в 1998 году перешел на должность заместитель руководителя Департамента государственного регулирования в угольной промышленности Министерства топлива и энергетики Российской Федерации.
В октябре 1999 года Гуськов вернулся в Красноярский край, став председателем совета директоров ОАО «Красноярская угольная компания». С 2000 по 2003 год он занимал пост генеральном директора этой компании.
Отмечен многими наградами, признан профессиональным сообществом. Являлся советником председателя Угольного комитета при Министерстве энергетики Российской Федерации, представителем Углекомитета по Восточной Сибири и Дальнему Востоку. Неоднократно входил в список тысячи самых профессиональных менеджеров России, ежегодно составляемый Ассоциацией менеджеров России и издательским домом «Коммерсантъ».
В настоящий момент Виктор Александрович Гуськов проживает в Москве, работает в должности руководителя Департамента горных работ ЗАО «Евроцемент-груп». Имеет учёную степень кандидата экономических наук.

## Награды

### Россия
- Орден Почёта (28 сентября 2001 года)
- медали

### СССР
- Герой Социалистического Труда (20 декабря 1991 года)
- орден Ленина (20 декабря 1971 года)
- орден Октябрьской революции (29 апреля 1986 года)
- орден Трудового Красного Знамени
- полный кавалер знака «Шахтёрская слава»
- медали

### Общественные и ведомственные награды
- орден Возрождения
- орден Святого Станислава
- золотая Звезда имени Ярослава Мудрого
- золотой знак «Горняк России»
- медалями